# Fokke Sierksma
Fokke Sierksma (Dantumawoude, 30 mei 1917 - Leiden, 22 augustus 1977) was een Nederlands theoloog, godsdienstpsycholoog, tibetoloog, essayist en dichter.

## Levensloop
Hij groeide op in een orthodox-hervormd milieu. Na de mulo in Dokkum en het Gereformeerd Gymnasium in Leeuwarden ging Sierksma in 1936 aan de Rijksuniversiteit Groningen studeren. Door het uitbreken van de oorlog stagneerde zijn studie. In 1945 studeerde hij af bij Gerardus van der Leeuw, bij wie hij in de oorlogsjaren clandestien zijn hoofdvak had gedaan.
Tijdens de Tweede Wereldoorlog was hij actief in het verzet, waarbij hij onder andere de verhoren en folteringen door de SD afluisterde. Zijn ervaringen uit deze tijd verwerkte hij in de roman Grensconflict, die hij na de oorlog publiceerde onder het pseudoniem Frank Wilders. Hij was nauw betrokken bij de oprichting in 1944 van het illegale Podium. Spoedig trad hij toe tot de redactie van dit tijdschrift en zou hiervan tot halverwege 1951 deel uitmaken.
Na de oorlog kreeg Sierksma een aanstelling bij de Universiteitsbibliotheek van de Rijksuniversiteit Groningen. In de periode tot 1955 kreeg hij bekendheid als essayist. Daaruit bleek dat hij zich losmaakte van zijn christelijke achtergrond. Hij schreef over kunst, literatuur en poëzie. Ook verzorgde hij een literaire rubriek bij de Regionale Omroep Noord en Oost (RONO). Naast zijn activiteiten op het literaire vlak deed Sierksma wetenschappelijk werk. In 1963 werd Testbeeld bekroond met de Henriette Roland Holst-prijs. Deze publicatie was een bewerking van een dagboek over televisieprogramma's dat Sierksma gedurende een rustkuur had bijgehouden. In de periode 1965 en 1967 leverde Sierksma bijdragen aan De Nieuwe Linie.

## Wetenschappelijk werk
Sierksma promoveerde in 1950 cum laude aan de Rijksuniversiteit Groningen op zijn proefschrift Phaenomenologie der religie en complexe psychologie. Zijn promotor was prof. J. Lindeboom.
In 1956 werd Sierksma benoemd als wetenschappelijk hoofdmedewerker aan de theologische faculteit van de Rijksuniversiteit Leiden. Zijn werkterrein besloeg de godsdienstgeschiedenis en godsdienstfenomenologie.
Vooral het verklaren van ritueel gedrag en godsdienstige voorstellingen had zijn bijzondere belangstelling. Daarvoor ontwikkelde hij het begrip 'religieuze projectie'. In zijn onderzoek betrok hij de overeenkomsten tussen dierlijk en menselijk gedrag.
Sierksma benaderde het fenomeen religie vanuit de psychoanalyse en betrok daarbij ook biologisch en experimenteel onderzoek. Deze eigenzinnige benadering riep in theologische kringen veel weerstand op.
Conflicten met collega's bleven niet uit en de positie van Sierksma aan de universiteit stond onder druk. Bijkomende factoren waren zijn gecompliceerde karakter en alcoholverslaving.
Na 1967 bleek de benadering van Sierksma goed aan te sluiten bij de studenten.
In 1972 werd Sierksma min of meer gerehabiliteerd in de vorm van een benoeming tot lector en later tot hoogleraar (1973). Op 15 maart 1974 hield hij zijn inaugurele rede Een en ander over de moslimse bijdrage aan de westerse beschaving.
Sierksma was een fervent voorstander van de scheiding tussen kerk en staat en van een wetenschappelijke benadering van de theologie. Ook dit was aanleiding voor conflicten binnen het theologische milieu.
Het archief van Sierksma berust in de Koninklijke Bibliotheek te 's-Gravenhage.

### Gedichten
- Gewaarmerkte gedichten, postuum uitgebracht, 1977

### Artikelen en essays
- Commentaar op Achterberg. Opstellen van jonge schrijvers over de poëzie van Gerrit Achterberg, 1948
- Schoonheid als eigenbelang. Essays, 1948
- Tussen twee vuren. Een pamflet en een essay, 1952
- Bern fan de ierde. In essay oer it dichtwurk van Obe Postma, 1953
- Testbeeld. Essays over mens en televisie, 1963
- Willem Frederik Hermans, in: Raster jrg. 5 (1971), nr. 2 (zomer)

### Briefwisseling
- Brieven van Harmen de Vos (1896-1980), geschreven aan Fokke Sierksma (1917-1977) (1973-74)

### Boeken
- Grensconflict, 1948 (onder pseudoniem Frank Wilders)
- Om fan dit lân te hâlden... Fokke Sierksma oer Fryslân yn brief en petear, Joop Boomsma, 2006
- Phaenomenologie der religie en complexe psychologie. Een methodologische bijdrage, 1950
- Freud, Jung en de religie, 1951
- Professor dr. G. van der Leeuw. Dienaar van God en hoogleraar te Groningen, 1951
- De religieuze projectie. Een antropologische en psychologische studie over de projectie-verschijnselen in de godsdiensten, 1956
- De mens en zijn goden, 1959
- Een nieuwe hemel en een nieuwe aarde. Messianistische en eschatologische bewegingen en voorstellingen bij primitieve volken, 1961
- De roof van het vrouwengeheim. De mythe van de dictatuur der vrouwen en het ontstaan der geheime mannengenootschappen, 1962
- Profiel van een incarnatie. Het leven en de conflicten van een Tibetaanse geestelijke in Tibet en Europa, 1964
- Tibet's Terrifying Deities. Sex and Aggression in Religious Acculturation, 1966
- Religie, sexualiteit & agressie. Een cultuurpsychologische bijdrage tot de verklaring van de spanning tussen de sexen, F. Sierksma, Th.P. van Baaren, K.D. Jenner, 1979